# Jürgen Bischof (Turner)
Hans Jürgen Bischof (* 24. September 1941 in Königsberg, † Anfang Juni 2023) ist ein ehemaliger deutscher Geräteturner mit 18 deutschen Meistertiteln und Olympiateilnehmer.
In seinen letzten aktiven Jahren war er Mitglied im ETSV Gut-Heil in Itzehoe. Die Stadt Itzehoe erwog 2013 eine Sporthalle zu seinen Ehren zu benennen.

## Karriere
Jürgen Bischof ist studierter Betriebswirt.
- 1959 deutscher Jugendmeister
- achtzehnfacher Deutscher Meister:
  - Bodenturnen
  - Ringe
  - Barren
  - Sprung
- 21-mal in der Nationalmannschaft
- Bester westeuropäischer Turner bei der WM 1966
- Olympische Spiele 1968 als Ersatzteilnehmer

Am 15. März 1969 riss bei einem Bundesligawettkampf seines neuen Vereins Neckarsulm beim Bodenturnen seine linke Achillessehne. Während der Operation in einer Münchener Klinik durch Alfred Nikolaus Witt erlitt er durch einen Narkosefehler einen Herzstillstand und erwachte erst Monate später aus dem Koma. Der Freistaat Bayern wurde zu einer monatlichen Rente von 4500 DM verurteilt. Seitdem ist er schwerstbehindert. Jürgen Bischof lebte 2021 in einem Seniorenstift in Krempe. Anfang Juni 2023 ist er gestorben.

## Familie
Sein Vater, Georg Bischof († Januar 2012), war der letzte Ostpreußenmeister im Kunstturnen.
Bischof hat mit seiner (geschiedenen und wiedergeheirateten) Frau zwei Söhne. Im Februar 1974 spendete der Entertainer Peter Alexander den Söhnen jeweils 7.500 DM als Ausbildungsbeihilfe, die er als Gage für seinen Auftritt beim Ball des Sports erhielt.